# Sínszék
A sínszék a vasúti kitérő váltó részének alkatrésze.
A MÁVSZ 2675-8:1989 szabvány szerinti meghatározás:
"Sínszéknek azokat a kitérő alkatrészeket nevezzük, melyek a sínek leerősítésén kívül egyéb feladatokat is szolgálnak.
Alátétlemeznek azt a sínkapcsoló alkatrészt nevezzük, amely a sínnek az aljhoz történő rögzítését szolgálja."
Napjainkban szinte kizárólag tősíntámasztós sínszékeket használnak. Ennek előnye, hogy a jármű által a csúcs- majd azon keresztül a tősínre átadódó, sugár irányú erőt felfogja, így a jármű kisebb nyomatékkal próbálja kifordítani a sínszálakat, így csökken a sínszék belső síncsavarjaira jutó erő.
További feladata még, hogy alulról feltámassza és a mozgatásában segítse a járművek terelését végző csúcssíneket. Ennek érdekében a sínszékek felületét nyáron olajjal, télen fagyállóval kevert olajjal kenik. Régebben minden pályamesteri szakaszon külön recept volt a váltóolaj készítésére: jellemzően pakurából (vagy más kőolajszármazékból) gépzsírból, grafitból és egyéb összetevőkből, hordótűzön főzték össze az alapanyagokat. Egyre gyakoribb azonban, hogy környezetbarát, az egészségre teljesen ártalmatlan, a környezetben teljesen lebomló anyagokat használnak.
A sínszékek felületét egyes helyeken – kísérletképpen – ferde hornyokkal látták el, hogy a kenőanyag lehetőleg a sínszéken maradjon, az átálló csúcssín ne tolja le azt maga előtt. Más helyeken a sínszék két, hosszabbik oldalán (a sínszálakra merőlegesen) peremeket képeznek ki, megint máshol pedig görgős alátámasztással biztosítják, hogy mind nagyobb tömegű csúcssínek könnyedén átálljanak.
Jellemzően a keresztalja (fa, vasbeton, vas, előfeszített vasbeton) négy, V jelű síncsavar (MÁVSZ 2937:1996) rögzíti.
A kitérőknél használt sínszék német neve: die Rippenplatte